# Socialisme municipal
 (octobre 2009).
L'expression socialisme municipal désigne à l'origine les expériences et conceptions d'un socialisme du pouvoir local, dans lequel l'action publique communale se fait dans l'intérêt du prolétariat. Par extension, elle peut désigner de nos jours toute forme de gestion d'une municipalité par un mouvement politique se réclamant d'une forme de socialisme, dont la social-démocratie et le socialisme démocratique.
Juridiquement, en France le socialisme municipal a fait l'objet d'une importante jurisprudence de la part du juge administratif. Selon le Conseil d'Etat, l'intervention économique des collectivités territoriales est subordonnée à deux conditions : la légitimité du besoin à satisfaire et une carence de l’initiative privée,.

## Caractéristiques
Le socialisme municipal se caractérise notamment par :
- l'appropriation collective des services urbains (régies directe communales pour l'entretien, la construction et la gestion de l'habitat social, de la santé publique, le social, la culture, l'école, les transports, l'énergie…) ;
- une action éducative (soutien à l'école laïque) et sociale (indigents, hygiène type douches municipales, aides aux chômeurs, aux personnes isolées…) assurée par une fiscalité redistributive indépendante de celle de l'État (et appuyée surtout sur la propriété bourgeoise) ;
- un urbanisme « égalitaire » et rationnel qui planifie l'appropriation communale du foncier, la construction de l'habitat et des équipements sportifs (stade, piscines) ou culturels (bibliothèques, musées…) par les instances communales (par opposition à l'action sociale menée par une fraction du patronat et qualifiée de « paternaliste ») ;
- une action culturelle, sportive et d'éducation populaire, en direction de la classe prolétaire fondée sur des associations « amies » favorisées et contrôlées et avec des équipements et financements publics.

Même si ce mouvement a ses origines en Grande-Bretagne avec le socialisme fabien, c'est surtout en France qu'il joue un rôle essentiel et formateur : en effet, il sert de base au mouvement, qui, au contraire des travaillistes, refuse de participer au pouvoir national jusqu'en 1936 et ne peut compter sur le relais syndical depuis la charte d'Amiens. Cette synthèse entre la démocratie locale républicaine et la révolution des Communards caractérise la politique de mairies socialistes à partir des années 1900-1930. Concrètement, arrivé au pouvoir par l'élection, le parti socialiste français doit réaliser le socialisme à l'échelle locale, par la maîtrise publique du foncier et du développement économique au service de la classe ouvrière, de son éducation et de ses loisirs. On s'appuie sur des services publics municipalisés (hygiène, eau, transports, aide et logement social) et sur un personnel communal politisé, payé par une fiscalité redistributive, pour s'assurer le soutien électoral et associatif des concitoyens. Cette solution devient une possibilité de repli sur le pouvoir local, quand les socialistes sont écartés du pouvoir national. Elle fournit des responsables nationaux et les ministres des gouvernements socialistes, dès l’expérience du premier  gouvernement Léon Blum (tel Marx Dormoy) puis sous la Quatrième République et même en 1981.
Dans la gestion communale, ce modèle s’oppose à un communisme centralisé qui pense le local comme une partie subordonnée de l’État prolétaire, à un anarchisme mutualiste qui favorise les micro-communautés, à une gestion libérale, mettant les espaces en concurrence pour en améliorer le niveau de fonction, et au conservatisme qui défend le maintien d'une vision patrimoniale des espaces au profit de l'élite locale (parcs aristocratiques, chemins fermés…)

## Fondements historiques: la tradition communale
Le socialisme municipal est né à la fin du XIXe siècle d'une convergence de la tradition communautaire communale avec une conception locale du socialisme.
Depuis le Moyen Âge, les chartes locales mettent les biens communautaires à disposition du peuple (droit de pâture, fagots, puis droit de chasse à partir de 1789) qui les défendent vigoureusement à chaque tentative de dépossession. Sa responsabilité administrative est d'assurer certains services : une police commerciale et agricole (décision des dates des moissons et vendanges, surveillance des poids, bascules publiques, mesures des débits de boisson, organisation du marché, des octrois, de l'abattage du bétail), la conservation du patrimoine commun (par exemple pour les incendies, la transmission des archives en particulier fiscales, l'organisation des travaux d'entretien des routes, mares, pompes et puits -premier service des eaux, des voiries- des places et arbres publics). Après 1789, avec la fin des biens d'église, il doit aussi organiser la charité publique (soupes populaires et des œuvres de charité anciennement tenues par la paroisse) par des « bureaux de charités/de bienfaisance communaux » ; ancêtres directs des CCAS qui sont les résultats de la fusion des anciens Bureaux de bienfaisance (1796) et des Bureaux d'assistance (1823).
Dès la Révolution française s'ajoute la responsabilité des bâtiments d'église et surtout celle des instituteurs même si Napoléon Ier, centralisateur et concordataire, revient à un contrôle par le préfet. À partir de 1834 (loi Guizot), les communes assurent le financement de la scolarisation des enfants pauvres puis les fournitures et constructions scolaires (voire des salles d'asile, ancêtres de l'École maternelle vers 1860/70).
La réalisation effective de ces travaux peut se faire directement, en régie, ou par une « contribution en nature » (en travail). C'est souvent le cas pour les routes et travaux communaux aux écoles, places, puits, ou aux mairies. Mais il existe des procédures d'attributions de marchés publics (pour la perception des impôts, ou des travaux publics, les coupes de bois, l'exploitation des terrains ou des emplois publics sous l’Ancien Régime…).
Ainsi les municipalités sont responsables de services et/ou d'espaces publics avant même la mise en place des municipalités élues (1888).

## Fondements politiques
À l'opposé de l'influence jacobine et de la lecture étatique du marxisme, au XIXe siècle, certains théoriciens ne voient pas le socialisme passer par un contrôle de l'État central. Pour des raisons idéologiques, pratiques et politiques, certains précurseurs prônent une forme communale du socialisme.

### Le socialisme utopique
Idéologiquement, la dimension locale du socialisme s'appuie sur les premiers projets des socialistes utopiques du XIXe siècle : Cabet, Fourier ou Saint-Simon imaginent la société idéale autour d'unités autonomes de productions coopératives, cités parfaites, égalitaires souvent associées à un urbanisme idéal (cités utopiques des siècles précédents telles les communautés partant pour les Amériques, certains tentant de créer ces cités idéales encore à la fin du XIXe siècle). Les villes « idéales » « socialistes » veulent un habitat collectif (non privé, même si dans sa forme, il peut parfois être pavillonnaire) hygiéniste socialement égalitaire. Ce logement ouvrier en « cité-jardin » est théorisé et mis en pratique dans des villes nouvelles ou dans de nouvelles banlieues en Angleterre par d'assez riches précurseurs comme Robert Owen, qui est avec Saint-Simon l'inspirateur du premier socialisme. Ces unités de vie sont aussi des unités de productions idéales (phalanstères…). Dans sa dimension économique, ce socialisme là imagine le remplacement de l'État et du capitalisme bourgeois par une coordination de micro-unités de production, cités coopératives de la taille d'une commune (il y a là une dimension qui rappelle les anarchistes-alternatifs).
En pratique, même ceux qui imaginent la révolution internationale se structurent en fait surtout à l'échelle du bassin local d'emploi (l'industrie locale). Sous Napoléon III les premières mutuelles sont parfois politisées, reliées, dans les communes ouvrières, à la bourse du travail, aux cours du soir organisés par le mouvement ouvrier, aux premières sections syndicales ou aux réseaux politiques liés à des journaux locaux.

### L'échec d'une révolution au niveau national (1848, 1871)
Enfin, politiquement, la perspective d'une Révolution socialiste au niveau national semble hors de portée : par trois fois, (1789/1799, 1848, 1870) la « République sociale » a été refusée aux ouvriers des villes qui la réclamaient par la majorité rurale, plus conservatrice. Ainsi, après 1789, les paysans se sont majoritairement opposés aux « partageux » de la gauche jacobine parisienne en suivant parfois les prêtres et nobles de leur paroisse. De même, lors de la révolution de 1848, le suffrage universel proclamé par les intellectuels et les ouvriers urbains socialisants, s'est retourné contre eux quand les ruraux ont voté massivement à droite. Lors de la guerre de 1870, après la défaite de Sedan, la campagne vote de nouveau à droite contre la guerre de la République nationale que veut poursuivre Léon Gambetta, au profit de la république conservatrice de Thiers. Cette déception ne touche pas que les Parisiens. Ainsi, à Toulouse, Armand Duportal, républicain de 1848, voit les campagnes voter contre la ville. 
Certains groupes socialistes envisagent donc plutôt une révolution à l'échelle de la fédération de « communes révolutionnaires ». En 1871, la Révolution n'est plus nationale, mais urbaine, avec la Commune de Paris. Les ouvriers et les anarchistes provoquent alors une révolution contre le pouvoir conservateur, mais qui s'inscrit localement. Ce drame parisien (une guerre civile faisant plusieurs dizaines de milliers de morts), prend des formes locales plus ou moins violentes (à Toulouse une opposition entre le républicain de gauche Duportal et le préfet, qui s'achève sans mort). Après l'échec de la Commune, les socialistes, fractionnés, très désorganisés politiquement, sont donc pour certains idéologiquement, pratiquement ou politiquement tournés vers l'échelle communale plus que nationale, syndicale ou internationale.

## Une pratique du pouvoir local

### Une méthode peu distincte d'un simple réformisme?
En Grande-Bretagne, ce sont les socialistes fabiens qui sont les plus actifs pour promouvoir un réformisme municipal. Dès l'origine, cette orientation politique et programmatique est contestée comme réformiste et bourgeoise par Engels. De fait, leur action se distingue finalement peu d’un simple réformisme municipal. Ils influencent l'expérience de Birmingham entre 1873 et 1875, où la municipalité Chamberlain[Laquelle ?] (qui n’est pas socialiste, même s’il est réformateur) met en place un service public de gaz, d’eau et des parcs (influencé par Beatrice Webb), et les positions plus radicales de George Lansbury à Londres. En Amérique du Nord, les « progressistes » n’ont pas besoin de la référence au socialisme pour municipaliser des services de transport, d’eau et d’hygiène, thème qui engage l’action de nombreux maires, (en particulier à Montréal). 
Lénine condamne durement les tentatives d’importation de ces idées en Russie, qui détournent de l’objectif de la révolution. De même, en France, Jules Guesde pense qu’il ne peut y avoir de socialisme qu’à l'échelle d’une révolution nationale et condamne ouvertement les dérives municipales dont le principal promoteur est alors le médecin Paul Brousse, leader du courant socialiste réformiste appelé à l’époque « possibilisme » ou « broussisme » qui s’exprime à travers la Fédération des travailleurs socialistes de France (FTSF).

### En France, premières victoires socialistes aux élections municipales
Le premier maire socialiste, en blouse ouvrière, Christophe Thivrier, est celui de Commentry (Allier 1882). En France, à partir de 1888, les élections municipales donnent un vrai pouvoir au maire qui est désormais élu (et non plus nommé). Le champ électoral municipal permet d'exprimer des revendications face à la bourgeoisie, mais aussi d'évaluer l’audience de courants rivaux du socialisme. 
L’exemple de Toulouse, moins analysé que celui de Roubaix sert ici de repère, mais peut être élargi à de nombreuses autres communes. Dans les années 1890–1894, certaines communes ouvrières élisent des listes socialistes. À Toulouse, Charles de Fitte est le premier socialiste élu dans les années 1880, très actif (en particulier face à Jaurès alors allié aux radicaux). Dans la décennie suivante, le programme des socialistes qui entrent au conseil, est directement l'ancêtre du socialisme municipal. Ainsi, en 1895, le docteur Bach, leader socialiste, médecin de la Commune, élu par une alliance tactique avec les radicaux d'Honoré Serres, précise les différences qui séparent ses sept camarades du maire : « nous les jeunes (les nouveaux venus)… » « drapeau socialiste déployé » «républicains », « nous consacrerons nos efforts à faciliter à la classe des travailleurs la conquête pacifique et légale des pouvoirs publics »
En 1896, sous différentes étiquettes, les socialistes sont à la tête de plusieurs grosses communes, notamment dans le Nord (Lille, Henri Carrette à Roubaix), le Massif central (Montluçon, Commentry, Roanne, Limoges, Firminy), le Midi (Narbonne, Siméon Flaissières à Marseille, Toulon, Sète, Carmaux), ou autres (Dijon) (297 communes socialistes en 1912). Selon l’historien Jean-Marie Mayeur, guesdistes, vaillantistes, broussistes, socialistes indépendants pratiquèrent un réformisme de fait basé sur le développement des services publics communaux, préfigurant de facto la réunification des socialistes au sein de la SFIO en 1905. Ainsi, les guesdiste qui pensaient le socialisme municipal « impossible » et voulaient originellement remplacer des forces de police par les citoyens armés, municipaliser les héritages ou créer des entreprises pour les chômeurs, ont, dès 1892, des objectifs (« cantines scolaires, sanatoriums, dispensaires, maternités, bains publics gratuits, bureaux d’aide sociale et juridique, bourse du travail ») et des pratiques de plus en plus réformistes (même si les préfets ont révoqué des maires pour leur soutien aux ouvriers).

### Les réalisations du socialisme municipal français
Le socialisme municipal évolue en fonction du rapport de la S.F.I.O au pouvoir 
La première vague s'inscrit entre 1888 et 1914/1918 par une élaboration doctrinale et une conquête du pouvoir d'abord désordonnée dans des cités ouvrières, puis, avec unité avec la SFIO de Jean Jaurès (prise de Toulouse en 1906).
Les années 1920-1930 en sont l'apogée, et conduisent leur personnel jusqu'au gouvernement du Front populaire : Jean-Baptiste Lebas, maire de Roubaix, Roger Salengro, maire de Lille, Albert Bedouce, maire de Toulouse, Henri Sellier, maire de Suresnes, etc. Après le Front populaire, le socialisme municipal est suspendu avec le régime de Vichy.
À la Libération, les socialistes résistants reprennent avec lenteur leur programme d'avant guerre : menacés par les communistes, à leur gauche, ils déportent leurs alliances vers le centre droit (Baudis père à Toulouse) : le contrôle politique se rigidifie nettement dans les années 1955/1968, permettant d'abord des réalisations importantes (notamment en matière de logements sociaux grâce à l'outil des SEM) puis entrainant un certain immobilisme (en particulier dans la gestion politique des employés et des services municipaux) lié à la crise de la SFIO lors de la guerre d'Algérie (à Toulouse passage de Raymond Badiou à Louis Bazerque; Gaston Defferre à Marseille).
Dans les années 1965/1980,  l'opposition et de rénovation socialiste (rôle du PSU), marquent un renouveau notamment à Grenoble avec les Groupes d'action municipale (GAM) (ce qui provoque la vague électorale des élections municipales françaises de 1977).
Le thème se dissout avec la conquête du pouvoir national en mai 1981 et la décentralisation (qui est en fait en partie sa généralisation par Gaston Defferre).

## Le retour du thème
La critique des libéraux et les privatisations qu'ils effectuent dans les années 1980/1990, en s'appuyant sur les règles de mise en concurrence des marchés publics conduisent à un retour de la notion dans le débat politique : dans les années 1980 en Grande-Bretagne face à Mme Thatcher le Municipal socialism ressurgit dans le débat avec des personnalités comme Red Ken Livingstone au Greater London Council, à Lambeth avec Red Ted Knight et Linda Bellos, à Liverpool avec Derek Hatton et à Sheffield avec David Blunkett. 
En France, les bastions socialistes de nombreuses cités restant la base électorale et structurante du PS, les élections municipales de 2008 semblent remettre au goût du jour le thème.

## La portée du socialisme municipal
Ce mouvement a eu notamment en France une réelle portée sur : 
- les pratiques, les conceptions et le personnel socialistes (donnant un personnel politique national en 1936 et 1981) jouant un rôle peut-être équivalent à la structure syndicale dans la social démocratie allemande ou dans le travaillisme britannique, d'après le politologue Rémi Lefebvre, critique sur les conséquences de ce « municipalisme » français[11]. Il a eu aussi une forte influence sur le réformisme de la SFIO[12]. On peut y voir l'une des sources de la culture de gouvernement :
- l'histoire administrative et sa jurisprudence, en structurant les conceptions d'économie mixte et même de service public, constituées juridiquement à partir des expériences de socialisme municipal[13] ;
- les lois de décentralisation de G. Defferre qui sont construites à partir de présupposés proches du socialisme municipal (les collectivités agissent indépendamment de l'État et du marché en gérant directement des compétences qui « appartiennent » à la collectivité). Les libéraux condamnent d'ailleurs cette notion de « cité providence »[14].